# Futbol'nyj Klub Šachtar Donec'k 2022-2023
Questa voce raccoglie le informazioni riguardanti il Futbol'nyj Klub Šachtar Donec'k nelle competizioni ufficiali della stagione 2022-2023.

## Maglie e sponsor
Lo sponsor tecnico per la stagione 2022-2023 è Puma. Lo sponsor di maglia è Pari Match per le competizioni nazionali, System Capital Management per le competizioni europee.
| Casa | Trasferta | Terza divisa |

## Rosa
| N. |                         | Ruolo | Calciatore            |
| -- | ----------------------- | ----- | --------------------- |
| 1  | Ucraina (bandiera)      | P     | Oleksij Ševčenko      |
| 2  | Burkina Faso (bandiera) | A     | Lassina Traoré        |
| 4  | Ucraina (bandiera)      | D     | Serhij Kryvcov        |
| 5  | Ucraina (bandiera)      | D     | Valerij Bondar        |
| 6  | Ucraina (bandiera)      | C     | Taras Stepanenko      |
| 7  | Ucraina (bandiera)      | C     | Andrij Totovyc'kyj    |
| 8  | Ucraina (bandiera)      | C     | Heorhij Sudakov       |
| 9  | Ucraina (bandiera)      | A     | Mar"jan Šved          |
| 10 | Ucraina (bandiera)      | C     | Mychajlo Mudryk       |
| 11 | Ucraina (bandiera)      | C     | Oleksandr Zubkov      |
| 12 | Ucraina (bandiera)      | P     | Tymur Puzankov        |
| 13 | Georgia (bandiera)      | D     | Giorgi Gocholeishvili |
| 14 | Ucraina (bandiera)      | A     | Danylo Sikan          |
| 15 | Ucraina (bandiera)      | D     | Bohdan Mychajličenko  |
| 16 | Ucraina (bandiera)      | C     | Dmytro Kryskiv        |
| 17 | Croazia (bandiera)      | C     | Neven Đurasek         |
| 18 | Venezuela (bandiera)    | A     | Kevin Kelsy           |
| 19 | Ucraina (bandiera)      | A     | Andrij Kulakov        |

| N. |                       | Ruolo | Calciatore               |
| -- | --------------------- | ----- | ------------------------ |
| 20 | Ucraina (bandiera)    | C     | Dmytro Topalov           |
| 21 | Ucraina (bandiera)    | C     | Artem Bondarenko         |
| 22 | Ucraina (bandiera)    | D     | Mykola Matvijenko        |
| 23 | Brasile (bandiera)    | D     | Lucas Taylor             |
| 26 | Ucraina (bandiera)    | D     | Juchym Konoplja          |
| 27 | Ucraina (bandiera)    | C     | Oleh Očeret'ko           |
| 28 | Ucraina (bandiera)    | D     | Mar'jan Faryna           |
| 29 | Ucraina (bandiera)    | C     | Jehor Nazaryna           |
| 30 | Ucraina (bandiera)    | P     | Andrij Pjatov (capitano) |
| 31 | Ucraina (bandiera)    | P     | Dmytro Riznyk            |
| 32 | Ucraina (bandiera)    | D     | Eduard Kozik             |
| 34 | Ucraina (bandiera)    | C     | Ivan Petrjak             |
| 44 | Ucraina (bandiera)    | D     | Jaroslav Rakyc'kyj       |
| 45 | Ucraina (bandiera)    | A     | Andrij Borjačuk          |
| 60 | Ucraina (bandiera)    | C     | Anton Hluščenko          |
| 77 | Tagikistan (bandiera) | C     | Chusrav Toirov           |
| 81 | Ucraina (bandiera)    | P     | Anatolij Trubin          |
| 99 | Ucraina (bandiera)    | D     | Viktor Kornijenko        |

## Calciomercato

### Sessione estiva
| Acquisti         | Acquisti             | Acquisti            | Acquisti      |
| R.               | Nome                 | da                  | Modalità      |
| ---------------- | -------------------- | ------------------- | ------------- |
| D                | Eduard Kozik         | Mariupol'           | svincolato    |
| D                | Bohdan Mychajličenko | Anderlecht          | prestito      |
| D                | Lucas Taylor         | PAOK                | prestito      |
| C                | Neven Đurasek        | Dinamo Zagabria     | definitivo    |
| C                | Dmytro Kryskiv       | Metalist 1925       | fine prestito |
| C                | Jehor Nazaryna       | Zorja               | definitivo    |
| C                | Ivan Petrjak         | Fehérvár            | definitivo    |
| C                | Oleksandr Zubkov     | Ferencváros         | definitivo    |
| A                | Danylo Sikan         | Hansa Rostock       | fine prestito |
| A                | Mar"jan Šved         | Malines             | definitivo    |
| A                | Andrij Totovyc'kyj   | Kolos Kovalivka     | definitivo    |
| Altre operazioni |                      |                     |               |
| R.               | Nome                 | da                  | Modalità      |
| P                | Heorhij Jermakov     | Oleksandrija        | fine prestito |
| P                | Mykyta Turbajevs'kyj | Lokomotiva Zagabria | fine prestito |
| D                | Marquinhos Cipriano  | Sion                | fine prestito |
| D                | Oleksandr Drambajev  | Mariupol'           | fine prestito |
| C                | Anton Hluščenko      | Alavés              | fine prestito |
| C                | Danylo Ihnatenko     | Bordeaux            | fine prestito |
| C                | Oleh Očeret'ko       | Mariupol'           | fine prestito |
| C                | Denys Šostak         | Mariupol'           | fine prestito |
| A                | Andrij Borjačuk      | Ruch L'viv          | fine prestito |
| A                | Artem Cholod         | Mariupol'           | fine prestito |
| A                | Oleksij Kaščuk       | Sabah               | fine prestito |
| A                | Olarenwaju Kayode    | Sivasspor           | fine prestito |
| A                | Andrij Kulakov       | Tuzlaspor           | fine prestito |
| A                | Vladyslav Vakula     | Polіssja Žytomyr    | fine prestito |
| A                | Bohdan V"junnyk      | Zurigo              | fine prestito |

| Cessioni         | Cessioni             | Cessioni           | Cessioni   |
| R.               | Nome                 | da                 | Modalità   |
| ---------------- | -------------------- | ------------------ | ---------- |
| P                | Jevhen Hrycenko      |                    | svincolato |
| D                | Serhij Bolbat        | Kolos Kovalivka    | svincolato |
| D                | Dodô                 | Fiorentina         | definitivo |
| D                | Ismaily              | Lilla              | svincolato |
| D                | Marlon               | Monza              | prestito   |
| C                | Marcos Antônio       | Lazio              | definitivo |
| A                | Fernando             | Salisburgo         | definitivo |
| A                | Júnior Moraes        | Corinthians        | svincolato |
| A                | David Neres          | Benfica            | definitivo |
| A                | Pedrinho             | Atlético Mineiro   | prestito   |
| A                | Manor Solomon        | Fulham             | prestito   |
| Altre operazioni |                      |                    |            |
| R.               | Nome                 | a                  | Modalità   |
| P                | Heorhij Jermakov     | Oleksandrija       | svincolato |
| P                | Mykyta Turbajevs'kyj | Zorja              | definitivo |
| D                | Marquinhos Cipriano  | Cruzeiro           | prestito   |
| D                | Oleksandr Drambajev  | Zulte Waregem      | prestito   |
| C                | Maksym Čech          | Səbail             | prestito   |
| C                | Danylo Ihnatenko     | Bordeaux           | definitivo |
| C                | Denys Šostak         | Estoril Praia      | prestito   |
| A                | Andrij Borjačuk      | Metalist 1925      | prestito   |
| A                | Artem Cholod         | El Paso Locomotive | prestito   |
| A                | Oleksij Kaščuk       | Sabah              | prestito   |
| A                | Vladyslav Vakula     | Polіssja Žytomyr   | prestito   |
| A                | Bohdan V"junnyk      | Zurigo             | prestito   |

### Sessione invernale
| Acquisti         | Acquisti              | Acquisti          | Acquisti      |
| R.               | Nome                  | da                | Modalità      |
| ---------------- | --------------------- | ----------------- | ------------- |
| P                | Dmytro Riznyk         | Vorskla           | definitivo    |
| D                | Giorgi Gocholeishvili | Saburtalo Tbilisi | definitivo    |
| D                | Jaroslav Rakyc'kyj    | Adana Demirspor   | svincolato    |
| C                | Chusrav Toirov        | Atyrau            | definitivo    |
| A                | Kevin Kelsy           | Boston River      | definitivo    |
| Altre operazioni |                       |                   |               |
| R.               | Nome                  | da                | Modalità      |
| D                | Marquinhos Cipriano   | Cruzeiro          | fine prestito |
| C                | Maycon                | Corinthians       | fine prestito |
| A                | Andrij Borjačuk       | Metalist 1925     | fine prestito |
| A                | Danylo Hončaruk       | Lleida Esportiu   | fine prestito |
| A                | Bohdan V"junnyk       | Zurigo            | fine prestito |

| Cessioni         | Cessioni            | Cessioni           | Cessioni   |
| R.               | Nome                | da                 | Modalità   |
| ---------------- | ------------------- | ------------------ | ---------- |
| D                | Serhij Kryvcov      | Inter Miami        | svincolato |
| C                | Mychajlo Mudryk     | Chelsea            | definitivo |
| Altre operazioni |                     |                    |            |
| R.               | Nome                | da                 | Modalità   |
| D                | Andrij Buleza       | Mynaj              | prestito   |
| D                | Marquinhos Cipriano | Avaí               | definitivo |
| D                | Roman Savčenko      | Oleksandrija       | prestito   |
| C                | Maycon              | Corinthians        | prestito   |
| C                | Klim Prychodko      | Kryvbas Kryvyj Rih | svincolato |
| C                | Kyrylo Sihejev      | Oleksandrija       | prestito   |
| A                | Olarenwaju Kayode   | Ümraniyespor       | prestito   |
| A                | Andrij Kulakov      | Oleksandrija       | svincolato |
| A                | Vladyslav Pohorilyj | Zorja              | prestito   |
| A                | Bohdan V"junnyk     | Grazer AK          | prestito   |

## Risultati

### Prem"jer-liha

#### Girone d'andata
| Kiev 23 agosto 2022, ore 13:00 EEST 1ª giornata | Šachtar          | 0 – 0 referto | Metalist 1925 | Stadio Olimpico (0 spett.)\| Arbitro: \| Šandor (Leopoli) \| |
| Arbitro:                                        | Šandor (Leopoli) |               |               |                                                              |

| Arbitro: | Monzul' (Charkiv) |

|                |           |  |
| Bondarenko 76’ | Marcatori |  |

| Arbitro: | Aranovs'kyj (Kiev) |

|  |           |              |
|  | Marcatori | 78’ Konoplja |

| Arbitro: | Balakin (Kiev) |

|                       |           |            |
| Šved 74’ Traoré 90+6’ | Marcatori | 9’ Braharu |

| Arbitro: | Paschal (Cherson) |

|              |           |                                                         |
| Čidomere 88’ | Marcatori | 18’, 29’, 38’ Sikan 36’ Zubkov 72’ Traoré 90+1’ Đurasek |

| Arbitro: | Abdula (Charkiv) |

|                           |           |                         |
| Gocholeishvili 56’ (aut.) | Marcatori | 62’ Sudakov 90+4’ Kelsy |

| Arbitro: | Monzul' (Charkiv) |

|                                 |           |           |
| Zubkov 29’ Mudryk 48’ Sikan 74’ | Marcatori | 46’ Vanat |

| Arbitro: | Kovalenko (Poltava) |

|                           |           |  |
| Mudryk 8’, 56’ Taylor 47’ | Marcatori |  |

| Arbitro: | Abdula (Charkiv) |

|              |           |                                                 |
| Vorobčak 31’ | Marcatori | 8’ Stepanenko 15’, 60’ Sikan 40’ (rig.) Sudakov |

| Arbitro: | Romanov (Dnipro) |

|                              |           |                         |
| Mychajličenko 42’ Mudryk 82’ | Marcatori | 5’ Curikov 86’ Demčenko |

| Arbitro: | Šandor (Leopoli) |

|                                     |           |  |
| Kryskiv 18’ Sikan 69’ (rig.), 90+3’ | Marcatori |  |

| Arbitro: | Abdula (Charkiv) |

|  |           |                               |
|  | Marcatori | 30’ (rig.) Mudryk 65’ Kryskiv |

| Arbitro: | Monzul' (Charkiv) |

|                           |           |                             |
| Bondarenko 13’ Bondar 63’ | Marcatori | 45’ Kyrjuchancev 46’ Buleca |

| Arbitro: | Kopijevs'kyj (Kropyvnyc'kyj) |

|                            |           |            |
| Pichal'onok 21’ Dovbyk 53’ | Marcatori | 17’ Mudryk |

| Arbitro: | Balakin (Kiev) |

|                                           |           |                         |
| Sudakov 27’ Kryskiv 48’ Mudryk 85’ (rig.) | Marcatori | 61’ Seferi 75’ Čeljadin |

#### Girone di ritorno
| Arbitro: | Šandor (Leopoli) |

|  |           |                                                                                         |
|  | Marcatori | 5’, 41’ Zubkov 13’ Mychajličenko 38’ Traoré 56’ (aut.) Kurylo 58’ Petrjak 66’ Rakyc'kyj |

| Arbitro: | Monzul' (Charkiv) |

|  |           |                                |
|  | Marcatori | 58’ Sudakov 80’ Kelsy 84’ Šved |

| Arbitro: | Balakin (Kiev) |

|                            |           |  |
| Matvijenko 27’ Kryskiv 31’ | Marcatori |  |

| Arbitro: | Kovalenko (Poltava) |

|                             |           |                               |
| Putrja 8’ (rig.) Saljuk 41’ | Marcatori | 1’ Kryskiv 19’ Gocholeishvili |

| Arbitro: | Šandor (Leopoli) |

|                |           |  |
| Bondarenko 64’ | Marcatori |  |

| Arbitro: | Derevyns'kyj (Chmel'nyc'kyj) |

|                    |           |  |
| Bondarenko 7’, 75’ | Marcatori |  |

| Arbitro: | Romanov (Dnipro) |

|                   |           |                |
| Andrijevs'kyj 82’ | Marcatori | 12’ Stepanenko |

| Arbitro: | Derevyns'kyj (Chmel'nyc'kyj) |

|                  |           |                                            |
| Orichovs'kyj 13’ | Marcatori | 47’ (rig.) Bondarenko 52’ Traoré 80’ Kelsy |

| Arbitro: | Balakin (Kiev) |

|            |           |  |
| Traoré 12’ | Marcatori |  |

| Arbitro: | Derdo (Illičivs'k) |

|                |           |           |
| Mychajlenko 9’ | Marcatori | 75’ Kelsy |

| Arbitro: | Paschal (Cherson) |

|  |           |                                |
|  | Marcatori | 51’ Konoplja 85’ (aut.) Pavlov |

| Arbitro: | Derevyns'kyj (Chmel'nyc'kyj) |

|                           |           |           |
| Zubkov 35’ Matvijenko 83’ | Marcatori | 74’ Šaraj |

| Arbitro: | Šandor (Leopoli) |

|  |           |                                     |
|  | Marcatori | 5’ Sudakov 59’ Bondarenko 83’ Kelsy |

| Arbitro: | Monzul' (Charkiv) |

|                                        |           |  |
| Bondarenko 9’ Sikan 55’ Stepanenko 59’ | Marcatori |  |

| Arbitro: | Paschal (Cherson) |

|                               |           |                |
| Seferi 37’ (rig.) Pavljuk 50’ | Marcatori | 80’ Bondarenko |

### UEFA Champions League

#### Fase a gironi
| Arbitro: | Pinheiro |

|             |           |                                     |
| Simakan 57’ | Marcatori | 16’, 58’ Šved 76’ Mudryk 85’ Traoré |

| Arbitro: | Nyberg |

|            |           |                       |
| Mudryk 29’ | Marcatori | 10’ (aut.) Bondarenko |

| Arbitro: | Kružliak |

|                          |           |            |
| Rodrygo 13’ Vinícius 28’ | Marcatori | 39’ Zubkov |

| Arbitro: | Grinfeld |

|            |           |               |
| Zubkov 46’ | Marcatori | 90+5’ Rüdiger |

| Arbitro: | Gözübüyük |

|                 |           |            |
| Giakoumakīs 34’ | Marcatori | 58’ Mudryk |

| Arbitro: | Oliver |

|  |           |                                                       |
|  | Marcatori | 10’ Nkunku 50’ Silva 62’ Szoboszlai 68’ (aut.) Bondar |

### UEFA Europa League

#### Fase a eliminazione diretta
| Arbitro: | Peljto |

|                                   |           |                 |
| Kryskiv 11’ Bondarenko 45’ (rig.) | Marcatori | 59’ Toko Ekambi |

| Arbitro: | Stieler |

|                                              |                      |                                                         |
| Toko Ekambi 52’ Salah 106’                   | Marcatori            | 119’ (aut.) Belocian                                    |
| Doué Doku Meling Gouiri Tait Omari Ugochukwu | Tiri di rigore 4 – 5 | Nazaryna Sudakov Bondarenko Bondar Sikan Konoplja Kelsy |

| Arbitro: | Kružliak |

|               |           |              |
| Rakyc'kyj 79’ | Marcatori | 88’ Bullaude |

| Arbitro: | Gil Manzano |

|                                                                              |           |           |
| Giménez 9’ Kökçü 24’, 38’ (rig.) Idrissi 49’, 60’ Jahanbakhsh 64’ Danilo 66’ | Marcatori | 87’ Kelsy |

## Statistiche

### Statistiche di squadra
| Competizione     | Punti | In casa | In casa | In casa | In casa | In casa | In casa | In trasferta | In trasferta | In trasferta | In trasferta | In trasferta | In trasferta | Totale | Totale | Totale | Totale | Totale | Totale | DR  |
| Competizione     | Punti | G       | V       | N       | P       | Gf      | Gs      | G            | V            | N            | P            | Gf           | Gs           | G      | V      | N      | P      | Gf     | Gs     | DR  |
| ---------------- | ----- | ------- | ------- | ------- | ------- | ------- | ------- | ------------ | ------------ | ------------ | ------------ | ------------ | ------------ | ------ | ------ | ------ | ------ | ------ | ------ | --- |
| Prem"jer-liha    | 72    | 15      | 12      | 3       | 0       | 30      | 9       | 15           | 10           | 3            | 2            | 39           | 12           | 30     | 22     | 6      | 2      | 69     | 21     | +48 |
| Champions League | 6     | 3       | 0       | 2       | 1       | 2       | 6       | 3            | 1            | 1            | 1            | 6            | 4            | 6      | 1      | 3      | 2      | 8      | 10     | -2  |
| Europa League    | -     | 2       | 1       | 1       | 0       | 3       | 2       | 2            | 0            | 0            | 2            | 2            | 9            | 4      | 1      | 1      | 2      | 5      | 11     | -6  |
| Totale           | 78    | 20      | 13      | 6       | 1       | 35      | 17      | 20           | 11           | 4            | 5            | 47           | 25           | 40     | 24     | 10     | 6      | 82     | 42     | 40  |

### Andamento in campionato
| Giornata  | 1 | 2 | 3 | 4 | 5 | 6 | 7 | 8 | 9 | 10 | 11 | 12 | 13 | 14 | 15 | 16 | 17 | 18 | 19 | 20 | 21 | 22 | 23 | 24 | 25 | 26 | 27 | 28 | 29 | 30 |
| --------- | - | - | - | - | - | - | - | - | - | -- | -- | -- | -- | -- | -- | -- | -- | -- | -- | -- | -- | -- | -- | -- | -- | -- | -- | -- | -- | -- |
| Luogo     | C | C | T | C | T | T | C | C | T | C  | C  | T  | C  | T  | C  | T  | T  | C  | T  | C  | C  | T  | T  | C  | T  | T  | C  | T  | C  | T  |
| Risultato | N | V | V | V | V | V | V | V | V | N  | V  | V  | N  | P  | V  | V  | V  | V  | N  | V  | V  | N  | V  | V  | N  | V  | V  | V  | V  | P  |
| Posizione | 7 | 6 | 4 | 2 | 1 | 1 | 2 | 2 | 2 | 2  | 2  | 2  | 2  | 2  | 2  | 2  | 1  | 1  | 1  | 1  | 1  | 1  | 1  | 1  | 1  | 1  | 1  | 1  | 1  | 1  |

Legenda:

Luogo: C = Casa; T = Trasferta. Risultato: V = Vittoria; N = Pareggio; P = Sconfitta.

### Statistiche dei giocatori
Sono in corsivo i calciatori che hanno lasciato la società a stagione in corso.
| Giocatore         | Prem"jer-Liha | Prem"jer-Liha | Prem"jer-Liha | Prem"jer-Liha | UEFA Champions League | UEFA Champions League | UEFA Champions League | UEFA Champions League | UEFA Europa League | UEFA Europa League | UEFA Europa League | UEFA Europa League | Totale   | Totale | Totale      | Totale     |
| Giocatore         | Presenze      | Reti          | Ammonizioni   | Espulsioni    | Presenze              | Reti                  | Ammonizioni           | Espulsioni            | Presenze           | Reti               | Ammonizioni        | Espulsioni         | Presenze | Reti   | Ammonizioni | Espulsioni |
| ----------------- | ------------- | ------------- | ------------- | ------------- | --------------------- | --------------------- | --------------------- | --------------------- | ------------------ | ------------------ | ------------------ | ------------------ | -------- | ------ | ----------- | ---------- |
| V. Bondar         | 26            | 1             | 4             | 0             | 6                     | 0                     | 2                     | 0                     | 3                  | 0                  | 1                  | 0                  | 35       | 1      | 7           | 0          |
| A. Bondarenko     | 28            | 9             | 4             | 0             | 6                     | 0                     | 1                     | 0                     | 4                  | 1                  | 1                  | 0                  | 38       | 10     | 6           | 0          |
| A. Borjačuk       | 2             | 0             | 0             | 0             | 0                     | 0                     | 0                     | 0                     | 0                  | 0                  | 0                  | 0                  | 2        | 0      | 0           | 0          |
| N. Đurasek        | 18            | 1             | 1             | 0             | 5                     | 0                     | 1                     | 0                     | 3                  | 0                  | 0                  | 0                  | 26       | 1      | 2           | 0          |
| M. Faryna         | 1             | 0             | 0             | 0             | 0                     | 0                     | 0                     | 0                     | 0                  | 0                  | 0                  | 0                  | 1        | 0      | 0           | 0          |
| G. Gocholeishvili | 13            | 1             | 0             | 0             | 0                     | 0                     | 0                     | 0                     | 0                  | 0                  | 0                  | 0                  | 13       | 1      | 0           | 0          |
| A. Hluščenko      | 1             | 0             | 0             | 0             | 0                     | 0                     | 0                     | 0                     | 0                  | 0                  | 0                  | 0                  | 1        | 0      | 0           | 0          |
| K. Kelsy          | 14            | 5             | 3             | 0             | 0                     | 0                     | 0                     | 0                     | 3                  | 1                  | 0                  | 0                  | 17       | 6      | 3           | 0          |
| J. Konoplja       | 18            | 2             | 3             | 0             | 5                     | 0                     | 2                     | 0                     | 3                  | 0                  | 1                  | 0                  | 26       | 2      | 6           | 0          |
| V. Kornijenko     | 1             | 0             | 0             | 0             | 0                     | 0                     | 0                     | 0                     | 0                  | 0                  | 0                  | 0                  | 1        | 0      | 0           | 0          |
| E. Kozik          | 3             | 0             | 0             | 0             | 0                     | 0                     | 0                     | 0                     | 0                  | 0                  | 0                  | 0                  | 3        | 0      | 0           | 0          |
| D. Kryskiv        | 18            | 5             | 1             | 0             | 1                     | 0                     | 0                     | 0                     | 3                  | 1                  | 0                  | 0                  | 22       | 6      | 1           | 0          |
| S. Kryvcov        | 9             | 0             | 0             | 0             | 2                     | 0                     | 0                     | 0                     | 0                  | 0                  | 0                  | 0                  | 11       | 0      | 0           | 0          |
| A. Kulakov        | 0             | 0             | 0             | 0             | 0                     | 0                     | 0                     | 0                     | 0                  | 0                  | 0                  | 0                  | 0        | 0      | 0           | 0          |
| M. Mativijenko    | 28            | 2             | 1             | 0             | 6                     | 0                     | 1                     | 0                     | 4                  | 0                  | 1                  | 0                  | 38       | 2      | 3           | 0          |
| M. Mudryk         | 12            | 7             | 3             | 1             | 6                     | 3                     | 2                     | 0                     | 0                  | 0                  | 0                  | 0                  | 18       | 10     | 5           | 1          |
| B. Mychajličenko  | 25            | 2             | 3             | 0             | 4                     | 0                     | 1                     | 0                     | 3                  | 0                  | 2                  | 0                  | 32       | 2      | 6           | 0          |
| J. Nazaryna       | 20            | 0             | 2             | 1             | 0                     | 0                     | 0                     | 0                     | 3                  | 0                  | 0                  | 0                  | 23       | 0      | 2           | 1          |
| O. Očeret'ko      | 13            | 0             | 1             | 0             | 1                     | 0                     | 0                     | 0                     | 0                  | 0                  | 0                  | 0                  | 14       | 0      | 1           | 0          |
| I. Petrjak        | 13            | 1             | 1             | 0             | 6                     | 0                     | 0                     | 0                     | 3                  | 0                  | 0                  | 0                  | 22       | 1      | 1           | 0          |
| A. Pjatov         | 2             | -2            | 0             | 0             | 0                     | 0                     | 0                     | 0                     | 0                  | 0                  | 0                  | 0                  | 2        | -2     | 0           | 0          |
| T. Puzankov       | 0             | 0             | 0             | 0             | 0                     | 0                     | 0                     | 0                     | 0                  | 0                  | 0                  | 0                  | 0        | 0      | 0           | 0          |
| J. Rakyc'kyj      | 13            | 1             | 3             | 0             | 0                     | 0                     | 0                     | 0                     | 1                  | 1                  | 0                  | 0                  | 14       | 2      | 3           | 0          |
| D. Riznyk         | 0             | 0             | 0             | 0             | 0                     | 0                     | 0                     | 0                     | 0                  | 0                  | 0                  | 0                  | 0        | 0      | 0           | 0          |
| O. Ševčenko       | 1             | -0            | 0             | 0             | 0                     | 0                     | 0                     | 0                     | 0                  | 0                  | 0                  | 0                  | 1        | 0      | 0           | 0          |
| D. Sikan          | 26            | 9             | 2             | 0             | 4                     | 0                     | 1                     | 0                     | 3                  | 0                  | 0                  | 0                  | 33       | 9      | 3           | 0          |
| T. Stepanenko     | 26            | 3             | 4             | 0             | 6                     | 0                     | 1                     | 0                     | 4                  | 0                  | 1                  | 0                  | 36       | 3      | 6           | 0          |
| H. Sudakov        | 29            | 5             | 0             | 0             | 6                     | 0                     | 0                     | 0                     | 4                  | 0                  | 1                  | 0                  | 39       | 5      | 1           | 0          |
| M. Šved           | 10            | 2             | 1             | 0             | 3                     | 2                     | 0                     | 0                     | 1                  | 0                  | 0                  | 0                  | 14       | 4      | 1           | 0          |
| L. Taylor         | 10            | 1             | 1             | 1             | 5                     | 0                     | 1                     | 0                     | 1                  | 0                  | 0                  | 0                  | 16       | 1      | 2           | 1          |
| C. Toirov         | 2             | 0             | 0             | 0             | 0                     | 0                     | 0                     | 0                     | 0                  | 0                  | 0                  | 0                  | 2        | 0      | 0           | 0          |
| D. Topalov        | 11            | 0             | 0             | 0             | 0                     | 0                     | 0                     | 0                     | 2                  | 0                  | 0                  | 0                  | 13       | 0      | 0           | 0          |
| A. Totovyc'kyj    | 9             | 0             | 1             | 0             | 1                     | 0                     | 0                     | 0                     | 0                  | 0                  | 0                  | 0                  | 10       | 0      | 1           | 0          |
| L. Traoré         | 21            | 5             | 5             | 0             | 6                     | 1                     | 0                     | 0                     | 4                  | 0                  | 1                  | 0                  | 31       | 6      | 6           | 0          |
| A. Trubin         | 28            | -19           | 1             | 1             | 6                     | -10                   | 1                     | 0                     | 4                  | -11                | 0                  | 0                  | 38       | -40    | 2           | 1          |
| O. Zubkov         | 17            | 5             | 0             | 0             | 5                     | 2                     | 1                     | 0                     | 4                  | 0                  | 1                  | 0                  | 26       | 7      | 2           | 0          |